# Meziobratlová ploténka

Meziobratlová ploténka

Meziobratlová ploténka či méně často meziobratlová destička (discus intervertebralis) je elastická tkáň, která je hlavním odpružujícím systémem páteře (vedle esovitého tvaru páteře). Ploténka, spolu s párovými klouby po svých stranách, spojuje páteřní obratle. Ploténku tvoří dvě části - jádro (nucleus pulposus) a prstenec (anulus fibrosus).
Ploténka je avaskulární tkáň, tzn. není vyživována cévami. Vlivem neustálého tlakového působení v ní však dochází k absorpci míšní tekutiny, což ji potřebným způsobem výživuje.
Zdravé ploténky jsou uzpůsobeny pro odpružení vzpřímené polohy člověka. Ta představuje zátěž až 100 kg ve stoji, cca 140 kg v sedě, a až 250 kg v předklonu. V horizontální poloze (v leže) tento tlak klesá na cca 25 kg. Právě pro tyto tlaky je významný správný postoj a držení těla. Svůj význam má i správný dechový stereotyp - brániční dech, který svou expanzí břišní dutiny ploténkám ulevuje.

## Struktura plotének
Ploténka se skládá z elastického rosolovitého jádra (nucleus pulposus) a vrstev, chrupavčitých prstenců (anulus fibrosus), které tvoří vnější vazivový prstenec.  Míra elasticity ploténky je závislá na obsahu vody v ploténce. Čím je ploténka objemnější, tím lépe tlumí tlakovou zátěž na postranní meziobratlové klouby a její odpružení je účinnější.

MRI snímek vyklenuté ploténky

## Časté úrazy

### Vyklenutí ploténky
Při dlouhodobém nesprávném držení těla dochází k negativním klínovitým deformacím. V 98 % dochází k těmto vyklenutím mezi 4. a 5. bederním obratlem nebo mezi 5. obratlem a 1. obratlem křížové kosti.
Měkké rosolovité jádro se při vyklenutí ploténky posunuje různými směry, což má za následek namáhání a protahování vláken prstence. Pokud se ploténka vyklenuje směrem k míše, může dojít k útisku míchy, resp. k radikulárnímu dráždění, projevujícímu se bolestí zad, poruchou citlivosti či brněním na vnější straně stehna a bérce.

### Výhřez ploténky
V určitých případech může dojít až k prasknutí prstence obklopujícího rosolovité jádro a jádro je vytlačeno ven. V závislosti na míře vyhřeznutí ploténky může docházet k dráždění nervů, které se projevuje vyzařováním bolesti nebo vystřelováním do dolních končetin. Tento stav může v případě vážného zranění způsobit znehybňující bolest a člověk musí zaujmout úlevovou polohu. Pokud výhřez utlačuje míchu, může působit znehybnění dolních končetin a je třeba vyčkat na úlevu v leže při dostatečném příjmu tekutin a prohloubené ventilaci. Někdy je třeba podstoupit operativní zákrok.

## Prevence postižení
Stav plotének velmi závisí na pohybové aktivitě člověka, způsobu dechu a zaujímání správných poloh při namáhavých činnostech a sportu. Zvýšená zátěž, zejména při nadváze a chybných pohybových vzorcích přispívá značně k výhřezu plotének. Pro prevenci postižení, např. u sedavého způsobu života (počítač, dlouhé řízení) jde hlavně o časté vstávání a prohýbání, prodýchání, chůzi, jemné vyvěšení páteře apod. Do jisté míry pomáhají myorelaxační léky, avšak příčinnou terapii skýtá spíše kineziologické vyšetření a manuální fyzioterapie. 